# Dolores Hidalgo (delstaten Mexiko)
Dolores Hidalgo är en ort i kommunen San Felipe del Progreso i delstaten Mexiko i Mexiko. Samhället hade 4 146 invånare vid folkräkningen 2020.